# Ỻ
Ỻ (gemenform: ỻ) är en ligatur från medeltida walesiska. Ỻ uttalades [ɬ] (tonlös alveolar lateral frikativa). I modern walesiska skrivs Ỻ som två separata L.